# Platynus sublustrus
Platynus sublustrus är en skalbaggsart som beskrevs av Thomas Casey. Platynus sublustrus ingår i släktet Platynus och familjen jordlöpare. Inga underarter finns listade i Catalogue of Life.